# Матеевский, Рышард
Рышард Матеевский (пол. Ryszard Matejewski; 8 ноября 1923, Влоцлавек — 20 августа 2021, Варшава) — польский генерал коммунистической госбезопасности, генеральный директор Службы безопасности МВД ПНР в 1965—1971 годах. Руководил госбезопасностью в периоды политических кризисов весны 1968 и зимы 1970/1971. Осуждён по уголовному обвинению в 1972 году.

## Карьера в карательных органах
В юности учился на механика. Во время Второй мировой войны присоединился к ППР/ПОРП. В 1945 году поступил на службу в Министерство общественной безопасности (МОБ). В 1946 году прошёл курс обучения в Легионово, после чего служил в III департаменте МОБ, занимавшемся борьбой с антикоммунистическим подпольем.
В 1953—1954 году — начальник управления МОБ в Гданьске. В 1954—1956 году — заместитель директора, затем директор следственного департамента КОБ. После реформы МВД в 1956 Рышард Матеевский стал начальником контрразведки в структуре Службы безопасности (СБ) МВД ПНР. С 1965 года — генеральный директор СБ. (Во главе МВД в этот период стояли Мечислав Мочар и Казимеж Свитала.) Идеологически взгляды Матеевского базировались на ортодоксальном коммунизме, политически он ориентировался на Гомулку и Мочара.
На период руководства Матеевского пришлись такие события, как студенческие волнения 1968 и рабочие протесты зимы 1970/1971. Руководимая Матеевским СБ играла видную роль в репрессиях.

## Криминальная афера
Используя административный ресурс спецслужбы, Рышард Матеевский возглавил ОПГ, занимавшееся контрабандой золота и валюты. В группировку входили видные чины МВД в количестве более 30 человек. Формально полученные средства должны были идти на финансирование спецопераций, реально они использовалось для личного потребления группы руководящих функционеров СБ. В общей сложности было присвоено более 80 килограммов золота, около 150 тысяч долларов и 5 миллионов злотых.
После  кровопролития на Балтийском побережье группа Гомулки была отстранена от власти. Кадровые перемены коснулись и силовых структур. Криминально-коррупционные злоупотребления в СБ послужили веским поводом для замены людей Гомулки на лояльных Эдварду Гереку. Уголовное дело получило название Afera Zalew. 13 июня 1971 года Рышард Матеевский был арестован и вместе с сообщниками предстал перед судом. Матеевский получил наибольший срок — 12 лет тюремного заключения. Был исключён из ПОРП, лишён званий и наград.
Помилован и освобождён в 1978 году. На службу не вернулся, политикой не занимался.
Рышард Матеевский воспринимается в Польше не только как представитель карательного аппарата, но и как олицетворение коррупции и криминала.